# Weiswampach
Weiswampach (lussemburghese: Wäiswampech) è un comune del Lussemburgo settentrionale. Si trova nel cantone di Clervaux, nel distretto di Diekirch.
Nel 2005, la città di Weiswampach, il capoluogo del comune che si trova nella parte settentrionale del suo territorio, aveva una popolazione di 648 abitanti. L'altra località che fa capo al comune è Binsfeld.